# Przejście graniczne Paczków-Bílý Potok
Przejście graniczne Paczków-Bílý Potok – polsko-czeskie drogowe przejście graniczne położone w województwie opolskim, w powiecie nyskim, w gminie Paczków, zlikwidowane w 2007.

## Opis
Przejście graniczne Paczków-Bílý Potok z miejscem odprawy granicznej po stronie czeskiej w miejscowości Bílý Potok zostało utworzone w 1996 . Czynne było całą dobę. Dopuszczony był ruch pieszych, rowerzystów, motocykli, samochodów osobowych i samochodów ciężarowych zarejestrowanych w Polsce i Czechach o dopuszczalnej ładowności do 3,5 tony, z wyłączeniem ładunków niebezpiecznych, oraz mały ruch graniczny. 20 lipca 2007 rozszerzono ruch o autokary i samochody ciężarowe, o dopuszczalnej masie całkowitej do 12 ton (wszystkie kraje). Kontrolę graniczną osób, towarów i środków transportu wykonywała Graniczna Placówka Kontrolna Straży Granicznej w Paczkowie (GPK SG w Paczkowie), następnie Placówka Straży Granicznej w Paczkowie (Placówka SG w Paczkowie).
Do przejścia granicznego można było dojechać drogą krajową nr 46, w rejonie miejscowości Paczków zjazd na południe, na drogę wojewódzką nr 382 i dalej do granicy państwowej z Republiką Czeską.
21 grudnia 2007 na mocy układu z Schengen przejście graniczne zostało zlikwidowane.

## Galeria

Przejście graniczne Paczków-Bílý Potok
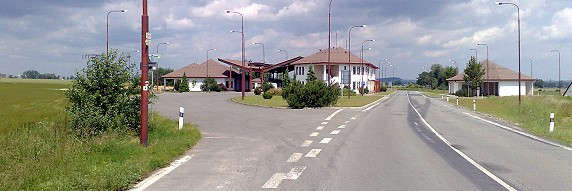
Widok od strony czeskiej (marzec 2011)
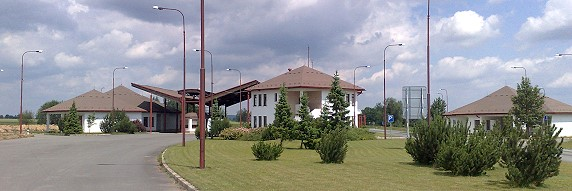
Widok od strony czeskiej (marzec 2011)

Stemple kontroli granicznej – przejście graniczne Paczków-Bílý Potok
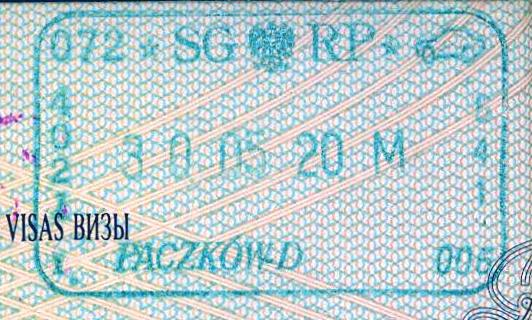
Polski stempel kontroli granicznej
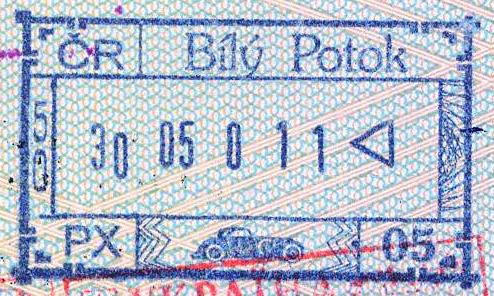
Czeski stempel kontroli granicznej